# Planalto (ort)
Planalto är en ort i Brasilien.   Den ligger i kommunen Planalto och delstaten São Paulo, i den södra delen av landet, 600 km söder om huvudstaden Brasília. Planalto ligger 436 meter över havet och antalet invånare är 4 463.
Terrängen runt Planalto är platt. Runt Planalto är det ganska glesbefolkat, med 38 invånare per kvadratkilometer.. Det finns inga andra samhällen i närheten.
Omgivningarna runt Planalto är en mosaik av jordbruksmark och naturlig växtlighet.